# Toi que j'aimais tant
Toi que j'aimais tant (Daddy's Little Girl) est un roman policier de Mary Higgins Clark paru en 2002.

## Résumé
Ellie, âgée de sept ans, découvre au petit matin sa sœur Andréa, quinze ans, sauvagement assassinée dans le garage de Mme Westerfield, appelé aussi la cachette.
La petite fille regrettera toujours de n'avoir pas dit à ses parents trop tôt qu'Andréa et ses copines ainsi que Rob (son petit copain) se retrouvaient souvent dans ce garage.
Rob est condamné à vingt-deux ans d'emprisonnement pour le meurtre de la jeune fille. Mais lorsqu'il sort enfin de prison, il clame haut et fort son innocence. Mais Ellie est persuadée du contraire et va tout faire pour remettre Rob Westerfield derrière les barreaux, jusqu'à risquer sa propre vie.

## Adaptation télévisée
- 2014 : Toi que j'aimais tant d'Olivier Langlois[1]